# Casey Howshall
Casey Howshall, född 13 maj 1995, är en amerikansk roddare.

## Karriär
Vid VM 2024 i St. Catharines tog Howshall silver tillsammans med James McCullough, Ian Richardson och Jasper Liu i lättvikts-scullerfyra.